# Dans l'œil de l'espion
Dans l'œil de l'espion (Fortune Hunter) est une série télévisée américaine en treize épisodes de 47 minutes créée par Steven Aspis dont seulement cinq épisodes ont été diffusés du 4 septembre 1994 au 2 octobre 1994 sur le réseau FOX, laissant huit épisodes inédits.
En France, la série a été diffusée dans son intégralité à partir du 14 octobre 1995 sur France 2. Elle reste inédite dans les autres pays francophones.

## Synopsis
L'ancien agent secret du MI-5 Carlton Dial travaille pour l'agence Intercept chargée de retrouver des objets ou du matériel volés. Cette firme travaille aussi à l'occasion pour des agences gouvernementales et des nations. Dial est équipé d'une lentille spéciale le reliant à Harry Flack, son contact de l'agence mais aussi son conseiller technique et scientifique lors de ses missions.

## Distribution
- Mark Frankel (en) : Carlton Dial
- John Robert Hoffman (en) : Harry Flack
- Kim Faze : Yvonne

## Épisodes
1. Protopype Mortel (The Frostfire Intercept) (avec Anne Francis et Chris Sarandon)
2. Le Projet Aquarius (The Aquarius Intercept) (avec Edward Albert)
3. Opération Tire-bouchon (Triple Cross) (avec Patrick Bauchau)
4. Un Diamant éternel (Hot Ice) (avec Sherman Howard)
5. Alerte Rouge (Red Alert)
6. Compte à rebours (Countdown) (avec Barbara Carrera)
7. Commando Spécial (The Alpha Team) (avec Elizabeth Gracen et Philip Michael Thomas)
8. La Dague Maléfique (The Cursed Dagger) (avec June Chadwick)
9. Jeu Mortel (The Deadliest Game)
10. Croisière dangereuse (Stowaway) (avec Bobbie Phillips)
11. Piraterie (Sea Trial) (avec Clive Revill)
12. À corps perdu (Body Hunt)
13. Échange standard (Target : Millenium) (avec Meg Foster, Tom Atkins et Dwight Schultz)